# Temephos
Temephos oder Temefos ist eine chemische Verbindung aus der Gruppe der Thiophosphorsäureester.

## Gewinnung und Darstellung
Temephos kann durch Reaktion von 4,4′-Thiodiphenol und Dimethoxythiophosphonylchlorid gewonnen werden.

## Eigenschaften
Temephos ist ein brennbarer farbloser (weißer) Feststoff, der praktisch unlöslich in Wasser ist. Er hydrolysiert in starken Basen und Säuren.

## Verwendung
Temephos wird als Insektizid verwendet. Es dient der Bekämpfung von Mücken- und Sandmücken-Larven in Gewässern, die nicht zur Trinkwassergewinnung verwendet werden. Pro Jahr werden in den USA etwa 25.000 bis 40.000 Pfund eingesetzt. Die Wirkung beruht auf der Hemmung der Acetylcholinesterase.

## Zulassung
Temephos ist in der Europäischen Union als Wirkstoff für Pflanzenschutzmitteln nicht zulässig, folglich sind in Deutschland, Österreich und der Schweiz keine Pflanzenschutzmittel mit diesem Wirkstoff im Handel.